# Hillsborough (Irlande du Nord)
Pour les articles homonymes, voir Hillsborough.
Hillsborough ou Royal Hillsborough (depuis 2021), est une ville d'Irlande du Nord dans le comté de Down à 28 km à l'ouest-nord-ouest de Downpatrick.

## Histoire
Hillsborough est connue pour le château de Hillsborough.